# Ornatoraphidia flavilabris
Ornatoraphidia flavilabris is een kameelhalsvliegensoort uit de familie van de Raphidiidae. De soort komt voor in Europa.
Ornatoraphidia flavilabris werd voor het eerst wetenschappelijk beschreven door A. Costa in 1855. In veel, ook nog redelijk recente literatuur wordt de soort Ornatoraphidia etrusca (Albarda, 1891) genoemd.